# Matt McHugh

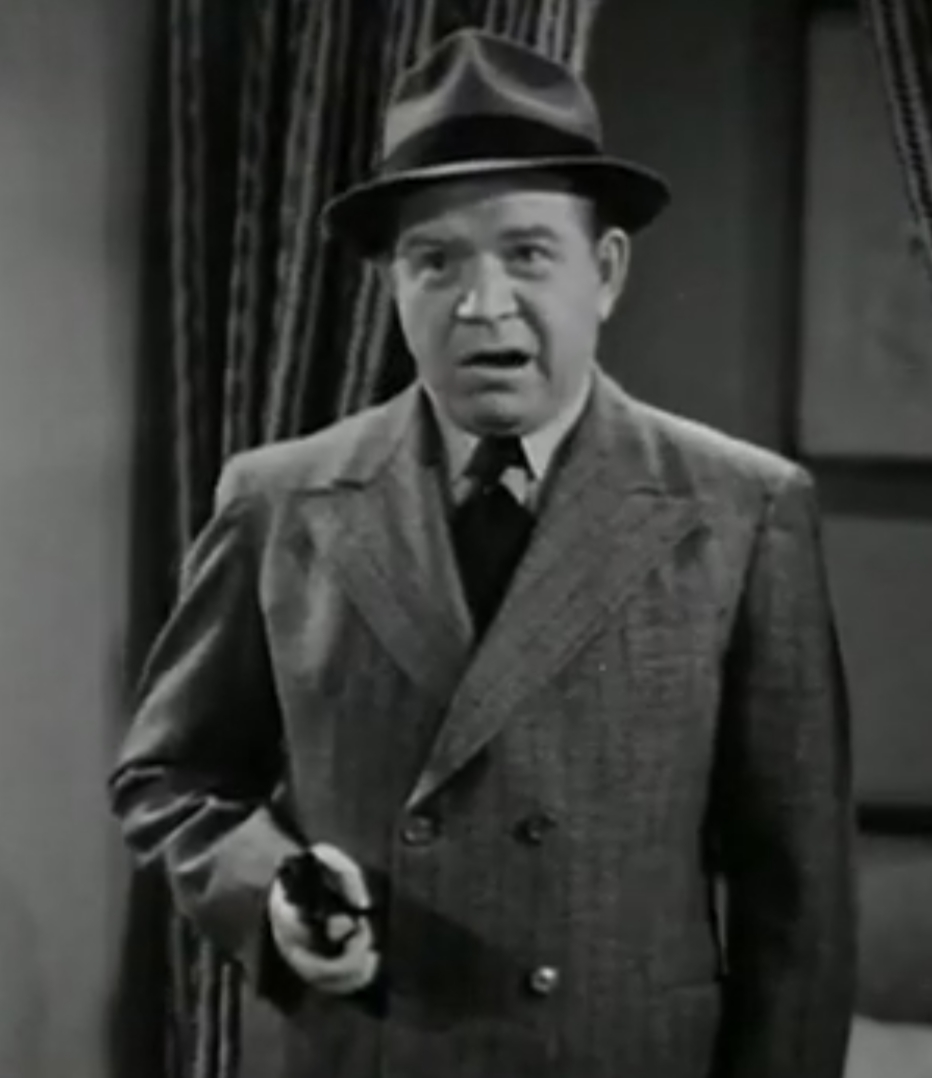
Matt McHugh caracterizando un papel en Too Many Women, film estrenado en 1942

Matthew “Matt” O. McHugh 22 de enero de 1894-22 de febrero de 1971) fue un actor de cine estadounidense que entre 1931 y 1955 apareció en más de 200 películas, principalmente en pequeños cameos.

## Carrera
McHugh venía de una familia con experiencia en el teatro. Sus padres eran los propietarios de una compañía de teatro y, ya de muy pequeño, actuaba en el escenario. Su hermano Frank se unió a la Warner Bros durante los años 30 y 40 y su hermana Kitty hacía un espectáculo con él a los 14 años. Sin embargo, la familia dejó los escenarios en 1930. Uno de sus hermanos, Ed, se hizo agente en Nueva York.
Matt debutó en Broadway en la obra Street Scene de Elmer Rice en 1929 junto a su hermano Ed y, en 1936, apareció también en Swing your lady.
A pesar de su origen real, McHugh siempre interpretaba sus papeles con un acento de Brooklyn y, en muchas ocasiones, se le contrataba para interpretar a personajes que explícitamente provenían de ahí. Su escena más célebre en Star spangled rhythm (1941) es un monólogo en la escena de la “Vieja Gloria” en la que interpreta a un hombre que, literalmente, encarna el espíritu de Brooklyn.

## Filmografía parcial
- La parada de los monstruos (1932)
- The Loud Mouth (1932)
- Fra Diavolo (1933)
- Lost in the Stratosphere (1934)
- She Loves Me Not (1934)
- Alas en la noche (1935)
- Ladies Crave Excitement (1935)
- Mr. Smith Goes to Washington (1939)
- The Boys from Syracuse (1940)
- A Gentleman at Heart (1942)
- Sappy Birthday (1942)
- San Diego, I Love You (1944)
- Vacation in Reno (1945)
- Pardon My Clutch (1948)
- Wham Bam Slam (1955)

- Datos: Q6789048
- Multimedia: Matt McHugh / Q6789048